# Mistrzostwa Polski w klasie DZ
Mistrzostwa Polski w klasie DZ - Mistrza Polski w danej klasie Dezeta wyłania się podczas regat.

## Historia
Odbyte w dniach  16-17 sierpnia 2003 24-godzinne II Żeglarskie Mistrzostwa Polski w klasie DZ wzbudziły dyskusję nad formą regat i utrzymaniem klasy DZ. Od tego wydarzenia co roku na Mazurach odbywają się regaty pod hasłem 'Ratujmy Dezety'. Regaty te są pojedynczym wyścigiem trwającym 24 godzin, podczas którego można używać wioseł.

## Edycje Mistrzostw Polski w klasie DZ

### Wyniki II Żeglarskich Mistrzostw Polski w klasie DZ (2003)
1. Viking – Wojciech Brengos
2. Zakara – Kuba Krzepota
3. Magda – Jarek Gola

### Wyniki VI Żeglarskich Mistrzostw Polski w klasie DZ (2007)

#### Klasa Open
1. Egeria – Andrzej Woźniak
2. Bo Warmia - Wojciech Bohdanowicz
3. Zefýr - Tomáš Svoboda

#### Klasa Classic
1. Zakara - Kuba Krzepota
2. Piątka - Jacek Woźniak
3. Komodor - Paweł Łatoszyński

### Wyniki VII Żeglarskich Mistrzostw Polski w klasie DZ (2008)
Klasa turystyczna
1. EGERIA - Krzysztof Dąbrowski
2. PABLO - Jacek Bohdanowicz
3. PIERWSZA SZKLANKA - Armand Andruszkiewicz

Dezeta Tradycyjna
1. ZAKARA - Kuba Krzepota
2. UKŻ KLIWER - Jacek Woźniak
3. KOMODOR - Paweł Łatoszyński

Klasa Open
1. BO WARMIA - Wojciech Bohdanowicz
2. MOE MITI - Ireneusz Strutyński
3. Zakara II - Eryk Kresa